# Guiorgui Margvelaixvili
Guiorgui Margvelaixvili (en georgià: გიორგი მარგველაშვილი) (Tbilisi, 4 de setembre del 1969) és un filòsof i polític georgià, president de Geòrgia des del 17 de novembre del 2013 en guanyar les Eleccions presidencials georgianes de 2013. No milita en cap partit polític.